# Micrathena kochalkai
Micrathena kochalkai är en spindelart som beskrevs av Levi 1985. Micrathena kochalkai ingår i släktet Micrathena och familjen hjulspindlar.
Artens utbredningsområde är Colombia. Inga underarter finns listade i Catalogue of Life.